# Lanchester Motor Company
Lanchester Motor Company — британская автомобилестроительная компания, существовавшая с 1895 по 1955 годы. В 1931 году произошло слияние с компанией Daimler Motor Company. В 1955 году вместе с материнской компанией поглощена фирмой Jaguar Cars. В 2008 году права на торговую марку перешли к индийской компании Tata Motors, купившей Jaguar у Ford Motor Company.

## История

### Tata Motors
27 марта 2008 года Tata Motors подписала договор о покупке Jaguar у Ford за 2,3 миллиарда US$. В соглашении указывалось, что все права должны были перейти к индийской компании в конце второго квартала 2008 года.. Также Tata собиралась увеличить свою долю в Daimler, с правами на которую компания получила и права на марку Lanchester.